# Trina Papisten

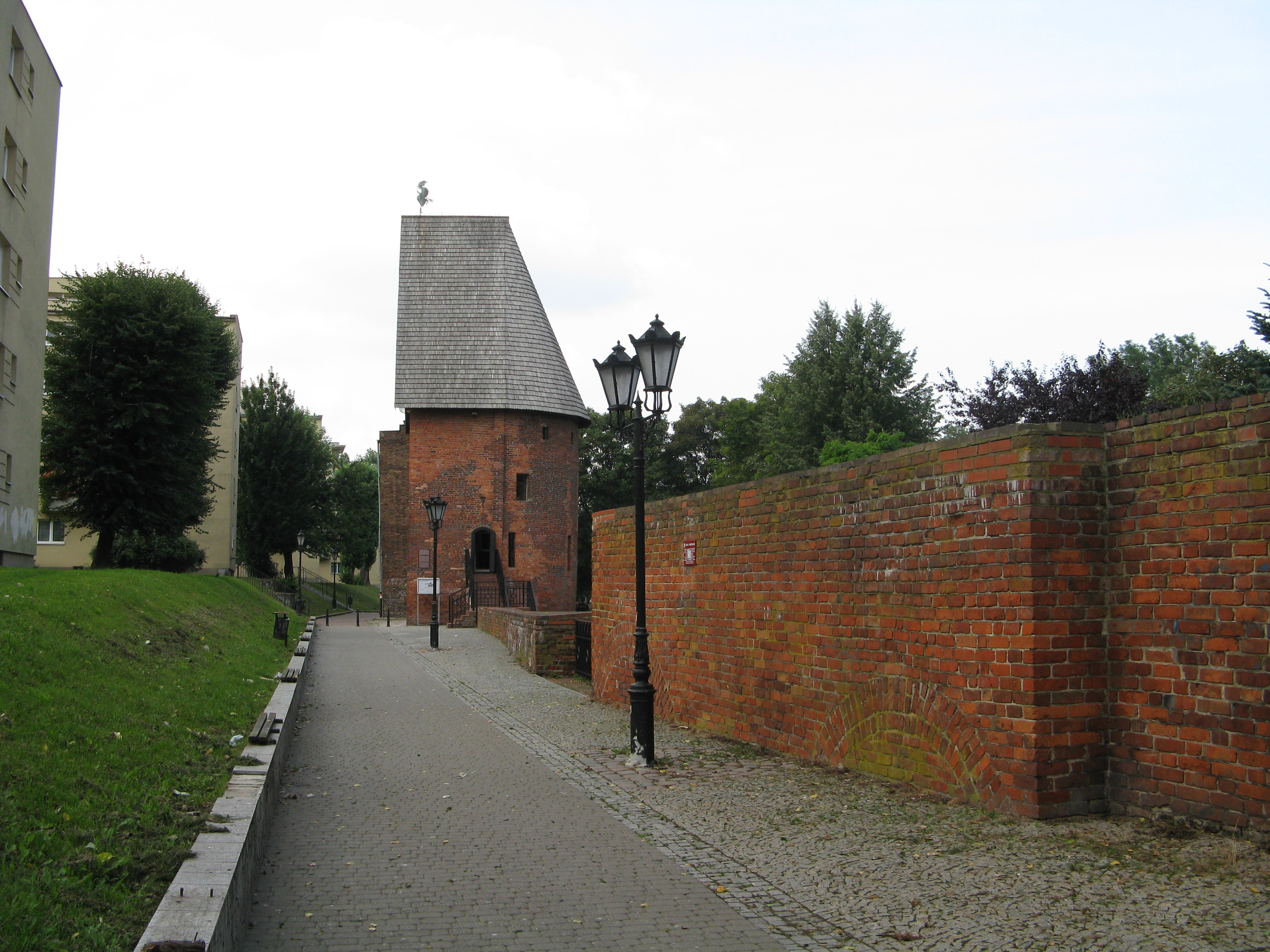
Mury obronne z Basztą Czarownic (XIV–XV w.)

Trina Papisten (Catharine Papisten), właśc. Kathrin Zimmermann (zm. 30 sierpnia 1701 w Stolp) – słupska mieszczka, prawdopodobnie pochodzenia kaszubskiego, wyznania katolickiego, spalona na stosie w 1701 roku w obecnym Słupsku (ówcześnie Stolp).

## Życiorys
Kathrin Zimmermann urodziła się w Brilon w Westfalii. Prawdopodobnie miała kaszubskie pochodzenie, o czym ma świadczyć nazwisko pierwszego męża. Była zielarką obeznaną z medycyną ludową. Wraz z pierwszym mężem, kowalem Martinem Nipkowem, z Westfalii przeniosła się do Postomina, a następnie do Stolp. Po śmierci Nipkowa została żoną słupskiego rzeźnika Andreasa Zimmermanna. Nadano jej pejoratywny przydomek Papisten (od niemieckiego Papist – pol. papizm), który w połączeniu ze zdrobnionym imieniem w wolnym tłumaczeniu można oddać jako: „Kaśka Katoliczka”. Niechęć do niej wynikła z tego, że stroniła od swoich sąsiadów. Miasto Stolp (obecnie Słupsk) po wygaśnięciu miejscowej dynastii Gryfitów i utracie samodzielności w 1648 znalazło się w granicach Elektoratu Brandenburgii, będącego w unii personalnej z  Prusami.
4 maja 1701 roku Kathrin Zimmermann została oskarżona o czary przez aptekarza Zieneckera, który zgłosił się do magistratu z wielostronicowym pismem. Akt oskarżenia przeciw kobiecie zawierał 68 paragrafów. Kobiecie zarzucono, że w miejskim gaju miała zapisać swą duszę diabłu, uprawiać z nim lubieżne praktyki, a dowodem miało być jej brązowe znamię na pośladku – rzekomy dowód naznaczenia przez diabła. Miała też sprowadzić zarazę na zwierzęta hodowlane sąsiadów, niespotykane gradobicie oraz plagę gąsienic. Jako domniemaną czarownicę miały ją również wskazać dwie kobiety z pobliskiej wsi Łosino, wcześniej spalone na stosie za czary. Z obawy przed oskarżeniem o czary Zimmermann postanowiła wraz z mężem opuścić Słupsk i udać się do jego rodziny w Gdańsku, czemu jednak przeszkodzili urzędnicy miejscy nakładając na nią wysoką kaucję. Ponieważ jej mąż nie był w stanie zapłacić kaucji, kobieta znalazła się w więzieniu. Andreas Zimmermann podjął jeszcze jedną próbę uwolnienia żony, a gdy ona się nie udała proces o czary stał się nieunikniony.
Ponieważ kobieta dobrowolnie nie chciała przyznać się do uprawiania czarów, akt oskarżenia przekazano do Wydziału Prawa Uniwersytetu w Rostocku, który 27 lipca 1701 wydał opinię prawną zezwalającą na zastosowanie tortur wobec oskarżonej o czary. 11 sierpnia po raz pierwszy została poddana torturom – po zakuciu w dyby śrubami oskarżonej łamano ręce i nogi. Wówczas swoimi zeznaniami obciążyła dwie kobiety z Postomina, lecz zeznania te odwołała w czasie wizyty w celi katolickiego księdza. Dwukrotnie próbowała popełnić samobójstwo. Ponownie poddano ją torturom 18 sierpnia raniąc ją rozpalonym żelazem. W końcu chcąc uniknąć dalszych tortur przyznała się do zarzucanych czynów i prosiła o ścięcie mieczem by skrócić jej męki. Kobieta po kilkukrotnych torturach została skazana za czary przez sąd 30 sierpnia 1701 roku, który oskarżenia wobec kobiety zawarł w 14 paragrafach. Została spalona na stosie w Słupsku przy Baszcie Czarownic. W sposób typowy dla prześladowań w państwach protestanckich cały proces odbył się pod nadzorem magistratu.
Kathrin Zimmermann jest uznawana za ostatnią kobietę osądzoną i spaloną za domniemane czary w Słupsku. Przed nią na stos skazano 18 mieszkanek miasta. Na przełomie czerwca i lipca 2016 roku przez Urząd Miasta w Słupsku była błędnie przedstawiana jako ofiara katolickiej inkwizycji, lecz zarzut ten szybko sprostowano. Kathrin Zimmermann była katoliczką posłaną na stos przez niemiecki sąd. Rzeczywistą przyczyną oskarżeń o czary wytoczonych przez aptekarza Zieneckera wobec Kathrin Zimmermann mogła być sprzedaż przygotowywanych przez nią ziół.
W 2016 jej imieniem nazwano rondo w Słupsku. W maju 2024 roku w pobliżu Baszty Czarownic odsłonięto poświęcony jej mural przy ul. Mostnika.